# Brian McGuire
Brian McGuire (East Melbourne, Victoria, 13 december 1945 - Brands Hatch, Verenigd Koninkrijk, 29 augustus 1977) was een Formule 1-coureur uit Australië. Hij reed de Grand Prix van Groot-Brittannië in 1976 en 1977 voor zijn eigen team McGuire, maar startte in geen van beide races. Hij verongelukte tijdens een Shellsport G8 Championship-race.